# Leunos
Os leunos ou lubeanos (em latim, leuni) eram um dos vários povos pré-romanos da Península Ibérica relatados por Plínio, o Velho e Estrabão. Habitavam entre o rio Lima e o rio Minho, no norte de Portugal por isso eram galaicos do convento bracarense.